# Can Dündar
Can Dündar (Turkse uitspraak: [dʒan dynˈdaɾ], geboren op 16 juni 1961) is een Turkse journalist, columnist en documentairemaker. Hij was tot augustus 2016 hoofdredacteur van de centrumlinkse krant Cumhuriyet. 
Dündar is een vooraanstaande figuur in de Turkse media, Hij schreef voor verschillende kranten, produceerde televisieprogramma's voor de publieke omroep TRT en privé-zenders waaronder CNN Türk en NTV, maakte een vijftiental documentaires, en is auteur van ruim 20 boeken. 
Dündar oogstte ook internationale erkenning: hij won in 2016 de Internationale Persvrijheidsprijs en de Prijs voor de vrijheid en toekomst van de media van het Europees centrum voor de vrijheid van pers en media (ECPMF).
Dündar kwam voor het eerst in aanvaring met president
Erdogan na de Gezi-protesten in 2013. Hij werd ontslagen als columnist van Milliyet omdat hij te kritisch schreef over de harde repressie van de protesten. In november 2015 werd hij gearresteerd, maar voorlopig vrijgelaten, nadat zijn krant beelden publiceerde waarop te zien is dat de Turkse staatsveiligheid wapens stuurde naar Syrische islamistische strijders. In december 2020 werd hij veroordeeld tot 27 jaar gevangenisstraf, maar sedert juni 2016 was hij uit voorzorg gevlucht naar Duitsland.  
Na 2015 werd hij hoofdredacteur van #ÖZGÜRÜZ, een webradiostation dat wordt gerund door de Duitse non-profit newsroom CORRECTIV. Hij speelt ook een leidende rol bij Verslaggevers Zonder Grenzen. 